# Size (Unix)
size це утиліта командного рядка, спочатку написаний для використання з Unix-подібними операційними системами. Він обробляє один або декілька файлів ELF. Відображає інформацію про розміри секцій для об'єктних файлів звичайного формату. Виводяться три числа: розміри в байтах секції команд, секції даних та секції неініціалізованих даних, а потім їх сума.
Загальні застосування:
```
 
$
 
size
 
<option>
 
<filename>
 
...

```

Далі слід кілька прикладів Solaris (/usr/ccs/bin/size); параметри та синтаксис може відрізнятися на різних операційних системах:
```
 
$
 
size
  
/usr/ccs/bin/size

 
9066
 
+
 
888
 
+
 
356
 
=
 
10310

```

З опцією -f буде виводитися назва та розмір кожної секції, плюс їх сумарне значення:
```
 
$
 
size
 
-f
 
/usr/ccs/bin/size

 
17
(
.interp
)
 
+
 
636
(
.hash
)
 
+
 
1440
(
.dynsym
)
 
+
 
743
(
.dynstr
)
 
+
 
64
(
.SUNW_version
)
 
+
 
48
(
.rela.ex_shared
)
 
+

 
24
(
.rela.bss
)
 
+
 
336
(
.rela.plt
)
 
+
 
4760
(
.text
)
 
+

 
80
(
.init
)
 
+
 
80
(
.fini
)
 
+
 
4
(
.exception_ranges
)
 
+
 
28
(
.rodata
)
 
+
 
590
(
.rodata1
)
 
+
 
12
(
.got
)
 
+
 
388
(
.plt
)
 
+

 
192
(
.dynamic
)
 
+
 
40
(
.ex_shared
)
 
+
 
112
(
.data
)
 
+

 
140
(
.data1
)
 
+
 
352
(
.bss
)
 
=
 
10086

```

З опцією -F буде виводитися розмір та прапор доступу кожної секції, плюс їх сумарне значення:
```
 
$
 
size
 
-F
 
/usr/ccs/bin/size

 
9066
(
r-x
)
 
+
 
1244
(
rwx
)
 
=
 
10470

```